# San Francisco Sola
San Francisco Sola är en kommun i Mexiko.   Den ligger i delstaten Oaxaca, i den sydöstra delen av landet, 400 km sydost om huvudstaden Mexico City.
Följande samhällen finns i San Francisco Sola:
- Shilegua